# Holonga (Tongatapu)
Holonga ist ein Ort in der Inselgruppe Tongatapu im Süden des pazifischen Königreichs Tonga.
Im Jahr 2021 hatte Holonga 518 Einwohner.

## Geographie
Der Ort liegt am Südufer der Fangaʻuta Lagoon, nördlich der Taufaʻahau Road auf einer Landzunge zwischen Malapo und Alaki im Distrikt Tatakamotonga. Nördlich des Ortes liegt die Insel Moʻungatapu in der Lagune.

## Geschichte
Eine Legende sagt, dass Holonga seinen Namen von Flüchtlingen aus Pea erhielt. Die Menschen flohen aus ihrem Heimatort nach einer Schlacht gegen Nukuʻalofa. Einige Menschen rannten bis Malapo und blieben dort, andere siedelten sich in Tatakamotonga und in Vaini an. Der Rest der Menschen rannte weiter, bis sie erschöpft und müde waren. Sie hielten an, wendeten sich nach Norden und versteckten sich im Busch. Dieser Ort wurde Holonga genannt. ‚Holo‘ bedeutet „entkommen“ und ‚nga‘ „Schrei“.

## Klima
Das Klima ist tropisch heiß, wird jedoch von ständig wehenden Winden gemäßigt. Ebenso wie die anderen Orte der Tongatapu-Gruppe wird Holonga gelegentlich von Zyklonen heimgesucht.